# Jednotky sboru dobrovolných hasičů v okrese Znojmo
Jednotku sboru dobrovolných hasičů obce je podle § 68 zákona č. 133/1985 Sb., o požární ochraně, povinna zřídit každá obec. Mnohé obce jich zřizují více. Své sbory dobrovolných hasičů zřizují též některé průmyslové, dopravní a jiné firmy.
Většina sborů má ve svém názvu buď celá slova Sbor dobrovolných hasičů nebo jen zkratku SDH, některé sbory však mají názvy tvořené jinak.
Sbory dobrovolných hasičů v Česku zastřešuje Sdružení hasičů Čech, Moravy a Slezska (SH ČMS), sbory na Moravě včetně moravského Slezska Moravská hasičská jednota.

## Seznam

### Jednotky kategorie II
- 627 203 II/1 JSDH Slup
- 627 232 II/1 JSDH Višňové

### Jednotky kategorie III
- 627 105 III/1 JSDH Bítov
- 627 112 III/1 JSDH Božice
- 627 148 III/1 JSDH Jevišovice
- 627 163 III/1 JSDH Lesná
- 627 174 III/1 JSDH Miroslav
- 627 205 III/1 JSDH Starý Petřín
- 627 212 III/1 JSDH Šatov
- 627 235 III/1 JSDH Vranov nad Dyjí
- 627 103 III/1 JSDH Běhařovice
- 627 107 III/1 JSDH Blížkovice
- 627 118 III/1 JSDH Čermákovice
- 627 150 III/1 JSDH Jiřice u Miroslavi
- 627 171 III/1 JSDH Medlice
- 627 172 III/1 JSDH Mikulovice
- 627 181 III/1 JSDH Olbramovice
- 627 195 III/1 JSDH Prosiměřice
- 627 196 III/1 JSDH Přeskače
- 627 261 III/1 JSDH Moravský Krumlov-Rakšice
- 627 254 III/1 JSDH Suchohrdly[1]
- 627 215 III/1 JSDH Šumná
- 627 217 III/1 JSDH Tavíkovice
- 627 221 III/1 JSDH Trstěnice
- 627 224 III/1 JSDH Uherčice
- 627 226 III/1 JSDH Únanov

### Jednotky kategorie V
- 627 102 V JSDH Bantice
- 627 104 V JSDH Bezkov
- 627 106 V JSDH Blanné
- 627 108 V JSDH Bohutice
- 627 109 V JSDH Bojanovice
- 627 110 V JSDH Borotice
- 627 111 V JSDH Boskovštejn
- 627 113 V JSDH Branišovice
- 627 114 V JSDH Břežany
- 627 115 V JSDH Citonice
- 627 116 V JSDH Ctidružice
- 627 117 V JSDH Čejkovice
- 627 119 V JSDH Černín
- 627 120 V JSDH Damnice
- 627 121 V JSDH Dobelice
- 627 122 V JSDH Dobřínsko
- 627 263 V JSDH Dobronice
- 627 266 V JSDH Dobšice
- 627 123 V JSDH Dolenice
- 627 124 V JSDH Dolní Dubňany
- 627 125 V JSDH Dyjákovice
- 627 126 V JSDH Dyjákovičky
- 627 127 V JSDH Dyje
- 627 128 V JSDH Džbánice
- 627 129 V JSDH Grešlové Mýto
- 627 130 V JSDH Havraníky
- 627 131 V JSDH Hevlín
- 627 132 V JSDH Hluboké Mašůvky
- 627 133 V JSDH Hnanice
- 627 134 V JSDH Hodonice
- 627 135 V JSDH Horní Břečkov
- 627 136 V JSDH Horní Dubňany
- 627 137 V JSDH Horní Dunajovice
- 627 138 V JSDH Horní Kounice
- 627 139 V JSDH Hostěradice
- 627 140 V JSDH Hostim
- 627 141 V JSDH Hrabětice
- 627 142 V JSDH Hrádek
- 627 144 V JSDH Chvalatice
- 627 145 V JSDH Chvalovice
- 627 267 V JSDH Jazovice
- 627 146 V JSDH Jamolice
- 627 147 V JSDH Jaroslavice
- 627 149 V JSDH Jezeřany-Maršovice
- 627 151 V JSDH Jiřice u Moravských Budějovic
- 627 152 V JSDH Kadov
- 627 153 V JSDH Korolupy
- 627 154 V JSDH Kravsko
- 627 155 V JSDH Krhovice
- 627 156 V JSDH Křepice
- 627 157 V JSDH Křídlůvky
- 627 158 V JSDH Kubšice
- 627 159 V JSDH Kuchařovice
- 627 160 V JSDH Kyjovice
- 627 161 V JSDH Lančov
- 627 162 V JSDH Lechovice
- 627 164 V JSDH Lesonice
- 627 165 V JSDH Litobratřice
- 627 166 V JSDH Loděnice
- 627 167 V JSDH Lubnice
- 627 168 V JSDH Lukov
- 627 169 V JSDH Mackovice
- 627 170 V JSDH Mašovice
- 627 173 V JSDH Milíčovice
- 627 175 V JSDH Miroslavské Knínice
- 627 176 V JSDH Morašice
- 627 249 V JSDH Mramotice
- 627 250 V JSDH Načeratice
- 627 178 V JSDH Našiměřice
- 627 179 V JSDH Němčičky
- 627 246 V JSDH Nový Šaldorf-Sedlešovice
- 627 180 V JSDH Olbramkostel
- 627 182 V JSDH Oleksovice
- 627 183 V JSDH Onšov
- 627 184 V JSDH Oslnovice
- 627 185 V JSDH Pavlice
- 627 186 V JSDH Petrovice
- 627 187 V JSDH Plaveč
- 627 188 V JSDH Plenkovice
- 627 189 V JSDH Podhradí nad Dyjí
- 627 190 V JSDH Podmolí
- 627 191 V JSDH Podmyče
- 627 260 V JSDH Polánka
- 627 192 V JSDH Práče
- 627 193 V JSDH Pravice
- 627 194 V JSDH Prokopov
- 627 255 V JSDH Ratišovice
- 627 197 V JSDH Rešice
- 627 262 V JSDH Rokytná
- 627 198 V JSDH Rozkoš
- 627 199 V JSDH Rudlice
- 627 200 V JSDH Rybníky
- 627 201 V JSDH Skalice
- 627 202 V JSDH Slatina
- 627 204 V JSDH Stálky
- 627 206 V JSDH Stošíkovice na Louce
- 627 208 V JSDH Střelice
- 627 256 V JSDH Stupešice
- 627 209 V JSDH Suchohrdly u Miroslavi
- 627 210 V JSDH Šafov
- 627 211 V JSDH Šanov
- 627 213 V JSDH Štítary
- 627 216 V JSDH Tasovice
- 627 218 V JSDH Těšetice
- 627 219 V JSDH Trnové Pole
- 627 220 V JSDH Troskovice
- 627 222 V JSDH Tulešice
- 627 223 V JSDH Tvořihráz
- 627 225 V JSDH Újezd
- 627 227 V JSDH Valtrovice
- 627 228 V JSDH Vedrovice
- 627 229 V JSDH Velký Karlov
- 627 230 V JSDH Vémyslice
- 627 231 V JSDH Vevčice
- 627 233 V JSDH Vítonice
- 627 234 V JSDH Vracovice
- 627 236 V JSDH Vranovská Ves
- 627 237 V JSDH Vratěnín
- 627 238 V JSDH Vrbovec
- 627 239 V JSDH Výrovice
- 627 240 V JSDH Vysočany
- 627 241 V JSDH Zálesí
- 627 242 V JSDH Zblovice
- 627 243 V JSDH Želetice
- 627 244 V JSDH Žerotice
- 627 245 V JSDH Žerůtky